# 萨莱什
萨莱什（法語：Salesches，法語發音：[salɛʃ]）是法国上法蘭西大區北部省的一个市镇，属于埃尔普河畔阿韦讷区。

## 地理
萨莱什（50°12'12"N, 3°35'15"E）面积4.58 平方千米，位于法国上法蘭西大區北部省，该省份为法国最北部的省份及最长的省份，西北濒北海，西接加来海峡省，南至埃纳省和索姆省，东与比利时接壤。
与萨莱什接壤的市镇（或旧市镇、城区）包括：吉西尼、卢维尼凯努瓦、博迪尼、北部省普瓦、讷维尔昂阿韦努瓦。

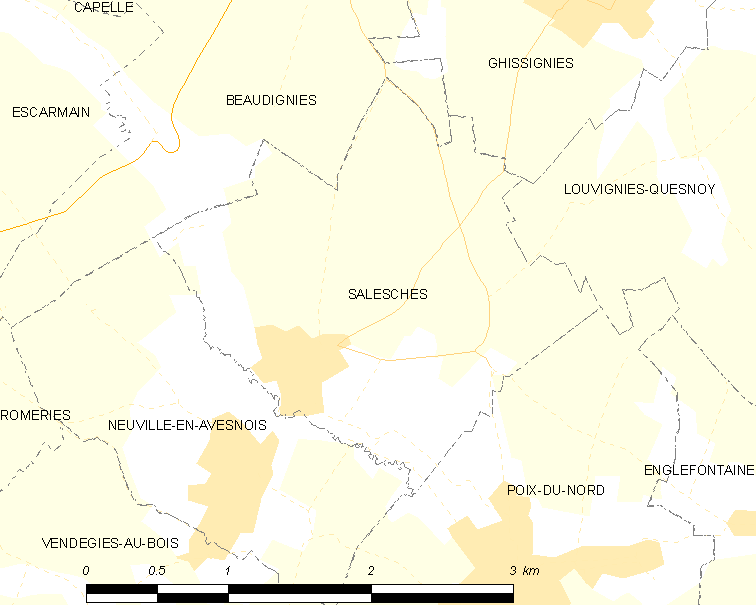
萨莱什的OSM定位图

萨莱什的时区为UTC+01:00、UTC+02:00（夏令时）。

## 行政
萨莱什的邮政编码为59218，INSEE市镇编码为59549。

## 政治
萨莱什所属的省级选区为埃尔普河畔阿韦讷县。

## 人口

1962-2008年间萨莱什人口变化图示

萨莱什于2022年1月1日时的人口数量为328人。